# Puchar Ministra Obrony Narodowej 2010
Puchar Ministra Obrony Narodowej 2010 – 49. edycja wyścigu kolarskiego o Puchar Ministra Obrony Narodowej, która odbyła się 21 sierpnia 2010 na liczącej 167 kilometrów trasie ze Staszowa do Opatowa; wyścig był częścią UCI Europe Tour 2010.

## Klasyfikacja generalna
| \| Klasyfikacja generalna \| Klasyfikacja generalna \| Klasyfikacja generalna \| Klasyfikacja generalna \| Klasyfikacja generalna \| \| Kolarz \| Kolarz \| Państwo \| Drużyna \| Czas \| \| ---------------------- \| ---------------------- \| ---------------------- \| ------------------------------ \| ---------------------- \| \| 1. \| Bartłomiej Matysiak \| Polska \| CCC Polsat Polkowice \| 4h 03' 45" \| \| 2. \| Mateusz Taciak \| Polska \| Mróz-Active Jet \| + 3" \| \| 3. \| Adrian Honkisz \| Polska \| Polska \| + 12" \| \| 4. \| Łukasz Modzelewski \| Polska \| reprezentacja Wojska Polskiego \| + 14" \| \| 5. \| Kamil Zieliński \| Polska \| CCC Polsat Polkowice \| + 17" \| \| 6. \| Sylwester Janiszewski \| Polska \| CCC Polsat Polkowice \| + 17" \| \| 7. \| Marek Cichosz \| Polska \| reprezentacja Wojska Polskiego \| + 4' 05" \| \| 8. \| Tomasz Lisowicz \| Polska \| CCC Polsat Polkowice \| + 4' 05" \| \| 9. \| Władimir Duma \| Ukraina \| Weltour \| + 4' 05" \| \| 10. \| Mariusz Wiesiak \| Polska \| Team Nippo \| + 4' 05" \| |                       |         |                                |            |
| |                       |         |                                |            |
| Źródło: ProCyclingStats |                       |         |                                |            |
| Klasyfikacja generalna |                       |         |                                |            |
| Kolarz | Kolarz                | Państwo | Drużyna                        | Czas       |
| 1. | Bartłomiej Matysiak   | Polska  | CCC Polsat Polkowice           | 4h 03' 45" |
| 2. | Mateusz Taciak        | Polska  | Mróz-Active Jet                | + 3"       |
| 3. | Adrian Honkisz        | Polska  | Polska                         | + 12"      |
| 4. | Łukasz Modzelewski    | Polska  | reprezentacja Wojska Polskiego | + 14"      |
| 5. | Kamil Zieliński       | Polska  | CCC Polsat Polkowice           | + 17"      |
| 6. | Sylwester Janiszewski | Polska  | CCC Polsat Polkowice           | + 17"      |
| 7. | Marek Cichosz         | Polska  | reprezentacja Wojska Polskiego | + 4' 05"   |
| 8. | Tomasz Lisowicz       | Polska  | CCC Polsat Polkowice           | + 4' 05"   |
| 9. | Władimir Duma         | Ukraina | Weltour                        | + 4' 05"   |
| 10. | Mariusz Wiesiak       | Polska  | Team Nippo                     | + 4' 05"   |